# Sacrificios religiosos de la Antigua Grecia

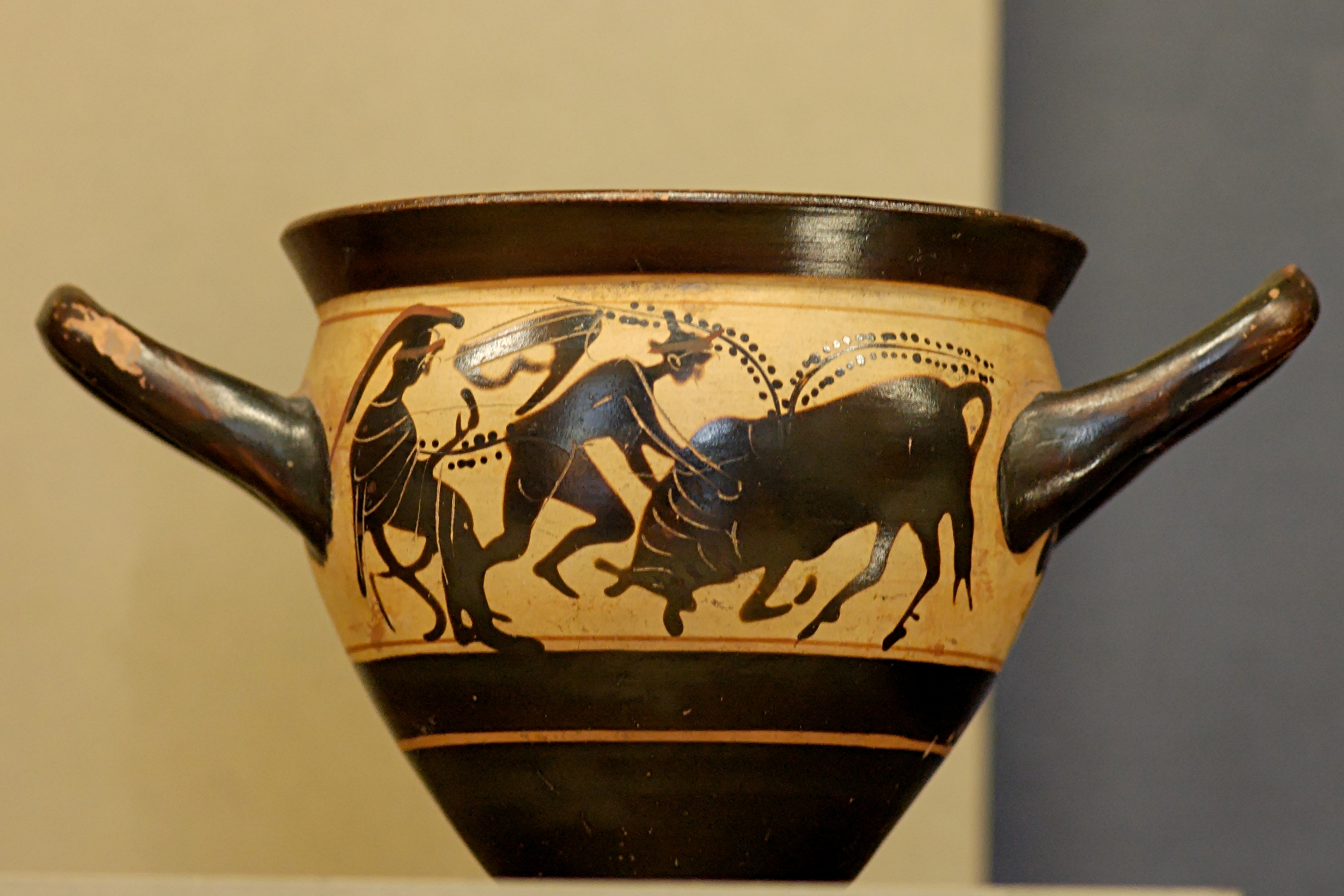
Degollamiento de víctima sacrificial.

El sacrificio constituye el «corazón» de la mayor parte de los rituales religiosos de la Antigua Grecia y, al igual que los otros ritos, adopta también formas diversas, hasta el punto de que, en Grecia, resulta más apropiado hablar de los sacrificios.
Sin embargo, durante la Grecia Clásica, se impuso sobre los demás un tipo especial de sacrificio en la práctica colectiva de la polis, para expresar al mismo tiempo los lazos de solidaridad entre los ciudadanos y la comunicación con el mundo divino, y que la armonía con este último permite y garantiza el funcionamiento de la comunidad humana, a la distancia debida de los animales y de los dioses.
Este sacrificio, que se podría definir como un sacrificio cruento de tipo alimentario, consiste en el degollamiento ritual de uno o varios animales, una parte de los cuales se ofrece a los dioses por medio de la cremación sobre el altar y el resto es consumido por los participantes en el sacrificio, según distintas modalidades. Iniciado con un gesto de consagración, se termina en la cocina. De hecho, sin las reglas de este sacrificio, el hombre no puede comer la carne de los animales sin correr el riesgo de caer a su vez en la «animalidad».
El sacrificio puede ser ofrecido por un particular y dar lugar a una fiesta doméstica, por ejemplo con motivo de un matrimonio; puede tener lugar en un santuario, a petición de un particular o de una asociación, o incluso a petición de una ciudad.
El sacrificante puede ser el mismo cabeza de familia, en el primero de los casos, o un mágeiros: un profesional contratado para la ocasión, que actúa como sacrificante y cocinero a la vez. En los santuarios, en general, suelen ser los sacerdotes encargados del culto los que realizan los sacrificios en nombre de los sacrificantes.

## Las víctimas
Las víctimas naturalmente varían en importancia y en número de acuerdo con las posibilidades económicas del sacrificante y la importancia de la celebración.
Pero también dependen de la naturaleza del culto, que a veces exige un tipo específico de animal.
Sin embargo, sólo los animales domésticos son sacrificables. Las víctimas oscilan desde una cabra, un cerdo o un cordero, incluso un gallo (la ofrenda más modesta), hasta un buey, el animal de sacrificio más prestigioso, o a muchos bueyes, durante las celebraciones cívicas, ocasión en la que un personal especializado asistía al sacerdote y los padres estos actos se llevaban a cabo en el antes del matrimonio y en el cortejo.

## El sacrificio en laOdisea
En la descripción homérica del sacrificio se encuentran todas las etapas del que será el gran sacrificio cruento de la ciudad. En concreto, en la Odisea encontramos descrito de manera especial el reparto de las carnes asadas en torno al altar en el que se acaba de ofrecer su parte a los dioses, después el festín «a partes iguales» de los guerreros en torno a las «ricas carnes», que -como se pone de relieve- no están cocidas, sino que también se han asado allí mismo, ensartadas en los grandes tenedores o espetones.
La escena tiene lugar en Pilos, en casa de Néstor, que hospeda a Telémaco:

Y entre ellos comenzó a hablar el de Gerenia, el caballero Néstor:
«Hijos míos, llevad a cabo rápidamente mi deseo para que antes que a los demás dioses propicie a Atenea, la que vino manifiestamente al abundante banquete en honor del dios. Vamos, que uno marche a la llanura a por una novilla de modo que llegue lo antes posible: que conduzca el boyero; que otro marche a la negra nave del valiente Telémaco y traiga a todos los compañeros dejando sólo dos; que otro ordene que se presente aquí Laerques, el que derrama el oro, para que se derrame oro en torno a los cuernos de la novilla. Los demás quedaos aquí reunidos y decid a las esclavas que dispongan un banquete dentro del ilustre palacio; que traigan asientos y leña alrededor y brillante agua».

Así habló, y al punto todos se apresuraron. Y llegó enseguida la novilla y llegaron los compañeros del valiente Telémaco de la equilibrada nave; y llegó el broncero llevando en sus manos las herramientas de bronce, perfección del arte: el yunque y el martillo y las bien labradas tenazas con las que trabajaba el oro. Y llegó Atenea para asistir a los sacrificios.

El anciano, el cabalgador de caballos, Néstor, le entregó oro a Laerques, y éste lo trabajó y derramó por los cuernos de la novilla para que la diosa se alegrara al ver la ofrenda. Y llevaron a la novilla por los cuernos Estratio y el divino Equefrón; una vasija adornada con flores y en la otra llevaba la cebada tostada dentro de una cesta. Y Trasimedes, el fuerte en la lucha, se presentó con una afilada hacha en la mano para herir a la novilla, y Perseo sostenía el vaso para la sangre.

El anciano, el cabalgador de caballos, Néstor, comenzó las abluciones y la esparsión de la cebada, el hijo de Néstor, el muy valiente Trasímedes, condujo a la novilla, se colocó cerca, y el hacha segó los tendones del cuello y debilitó la fuerza de la novilla. Y lanzaron el grito ritual las hijas y las nueras y la venerable esposa de Néstor, Eurídice, la mayor de las hijas de Clímeno.

Luego levantaron a la novilla de la tierra de anchos caminos, la sostuvieron y al punto la degolló Pisístrato, caudillo de guerreros.

Después de que la oscura sangre le salió a chorros y el aliento abandonó sus huesos, la descuartizaron enseguida, le cortaron las piernas según el rito, las cubrieron con grasa por ambos lados, haciéndolo en dos capas y pusieron sobre ellas la carne cruda. Entonces el anciano las quemó sobre la leña y por encima vertió rojo vino mientras los jóvenes cerca de él sostenían en sus manos tenedores de cinco puntas.

Después de que las piernas se habían consumido por completo y que habían gustado las entrañas cortaron el resto en pequeños trozos, los ensartaron y los asaron sosteniendo los puntiagudos tenedores en sus manos.

Entre tanto, lavaba a Telémaco la linda Policasta, la más joven hija de Néstor, el hijo de Neleo. Después que lo hubo lavado y ungido con aceite le rodeó el cuerpo con una túnica y un manto. Salió Telémaco del baño, su cuerpo semejante a los inmortales, y fue a sentarse al lado de Néstor, pastor de su pueblo.
Luego que la parte superior de la carne estuvo asada, la sacaron y se sentaron a comer, y unos jóvenes nobles se levantaron para escanciar el vino en copas de oro.
Odisea, III, 418 - 472

## El gran sacrificio en la ciudad
La forma más solemne de la thysia es la de los sacrificios públicos ofrecidos por la ciudad con ocasión de las fiestas religiosas que concluyen con un banquete cívico.
Las Panateneas en Atenas y las Jacintias en Esparta, por poner el ejemplo de las fiestas más fastuosas de dos ciudades, daban lugar a la matanza de un gran número de bueyes, con los que se alimentaba al conjunto de los ciudadanos que participaban en la fiesta.
Esta participación en el sacrificio, además de una ocasión para comer carne, es la manera de volver a actualizar el pacto que une a la ciudad con sus dioses y que garantiza el orden y la prosperidad. Pero para la ciudad también la ocasión de convertirse ella misma en el espectáculo y de renovar el pacto que une a los ciudadanos entre ellos, por medio del reparto y la distribución de las partes de carne procedentes del sacrificio.
En una fase previa del sacrificio se elige a la víctima, operación que puede dar lugar a unos preliminares más o menos largos y complejos. Como mínimo, el sacerdote debe asegurarse de que responde a los criterios indispensables de «pureza» (una mancha en el pelaje puede ser considerada como una impureza) y de conformidad con las exigencias del rito.

### Lathysia
La thysia propiamente dicha se inaugura con una procesión en la que se conduce a la víctima al altar, a la cabeza de la cual va el sacerdote y los sacrificantes: en el caso de una fiesta pública, los magistrados, arcontes o pritanos que ofrecen el sacrificio en nombre de la ciudad.
Alrededor del altar se colocan todos los que van a tomar parte en el acto de la ejecución. La portadora del agua lustral, la portadora de la cesta con los granos de cereal que recubren  el cuchillo destinado a degollar a la víctima, el sacrificante y sus asistentes, luego los participantes: es decir, aquellos en nombre de los cuales se realiza el sacrificio.
El sacerdote, mientras pronuncia las plegarias acostumbradas, asperja con agua la cabeza de la víctima (se trata de obtener su «asentamiento»  haciéndole bajar la cabeza, mientras se la purifica)y ofrece las primicias del sacrificio, echando sobre el fuego que arde sobre el altar los granos de la cesta y algunos pelos de la cabeza del animal.
Esta es la fase de consagración sin la que no puede haber sacrificio. El boutopos, el degollador de bueyes, puede entonces abatir al animal golpeándole con el hacha en la frente.
La segunda fase de la muerte ritual; el degollamiento. Para llevarla a cabo, la garganta del animal debe orientarse hacia arriba, y la sangre debe saltar hacia el cielo antes de rociar el altar y la tierra. Habitualmente, la sangre se recoge en un vaso preparado a tal efecto y luego se derrama sobre el altar.
En el momento de la muerte, las mujeres presentes lanzan el indispensable grito ritual (ololyge).
Thyein: matar de manera ritual, comprende necesariamente estas dos operaciones de consagración y de degollamiento.
La tercera secuencia del sacrificio consiste en el descuartizamiento y el reparto de la víctima. Aquí comenzaba el trabajo de carnicería. El mágeiros (de la palabra makhaira), después de abrir el tórax del animal extrae los splanchma, es decir, las vísceras: pulmones y corazón, después el hígado, el bazo y los riñones, y finalmente separa el aparato digestivo, los entéra, que serán consumidos en forma de salchichas y morcillas.
Entonces se procede al deshojamiento: en los sacrificios privados, la piel es para el sacerdote; en los sacrificios públicos, se revende y los beneficios van al tesoro sagrado. Después se procede al descuartizamiento que se hace en dos partes y según dos técnicas diferentes:
Primero, una partición siguiendo las articulaciones se separan los fémures (méria) de la carne de los muslos y se colocan sobre el altar donde son recubiertos con grasa, rociados con una libación y con perfumes y después quemados: esta es la parte de los dioses. El humo que se eleva hacia el cielo es su alimento, al tiempo que el vector de la comunicación que el sacrificio establece entre el mundo de los hombres y de los dioses.
Entonces, los asistentes del sacerdocio ensartan las vísceras y las asan sobre el altar y, después, se reparten entre los sacrificantes y se consumen inmediatamente allí mismo. Las vísceras representan lo más vivo y más precioso que posee la víctima y, por eso, su consumición asegura la máxima participación en el sacrificio.
El resto de la carne se corta en partes iguales: la masa de carne se corta con golpes paralelos del cuchillo, sin tener en cuenta las diferentes partes del animal, y ya no siguiendo sus articulaciones. Una parte se reserva a los dioses (en Atenas, la consumen los pritanos), y la otra se distribuye al peso. Unas veces las partes se echan a suertes, otras se asignan según los méritos o el honor, sin que la igualdad de peso excluya evidentemente, vista la manera de cortar, la desigualdad en la calidad de las partes. 
Estas partes se cuecen en los calderos antes de ser consumidas in situ. De este modo se constituye un segundo círculo de «comensales» más amplio que el primero (el de los que comían splanchna). El conjunto constituye esa comunidad sacrificial que define a la polis. En otras ocasiones, el ritual autoriza que estas partes se puedan llevar y puedan ser consumidas fuera del lugar del sacrificio.

## Aspectos técnicos del ritual

### Algunos elementos de vocabulario
Thyein, thysia. El verbo thyein en griego es el verbo para designar la consagración de una ofrenda en general. Abarca diferentes ritos en sus procedimientos y su finalidad. Puede aplicarse tanto a los sacrificios cruentos como a los no cruentos, a las ofrendas quemadas como a las ofrendas depositadas, a las que se destinan a los dioses como a las que se ofrecen a los muertos o a los héroes.
El sentido primero de thyein, atestiguado en Homero, es «quemar para los dioses». Aún en la época clásica, la idea de la ofrenda transmitida por el fuego sigue presente en sus usos más frecuentes.
El sentido del sustantivo thysia sufrió la misma evolución. Thysia designaba al principio el hecho de «echar al fuego para los dioses», y después, en general, el hecho de «ofrecer a los dioses». Pero en época clásica, se emplea corrientemente para designar a la vez el rito de inmolación y el festín de carne que le sigue.

### Los instrumentos de lathysia
Todo un conjunto de objetos, útiles y recipientes, acompaña las diferentes fases del sacrificio. Objetos con frecuencia ordinarios, a los que confiere su valor ritual su presencia en el lugar del sacrificio.
Junto al altar (bomos) elevado donde se enciende el fuego, gracias al testimonio de una gran cantidad de vasos áticos del período clásico, se pueden identificar:
Los instrumentos de la muerte ritual: el kanoun o cesta de tres puntas que contiene los granos de cereal y el cuchillo cubierto por ellos (y, por tanto, invisible en las imágenes), el vaso que contiene el agua lustral (el louterion) y el vaso para recoger la sangre (sphageion).
Los utensilios de la cocina sacrificial: al lado del altar, la mesa (trapeza), que sirve para el corte de las carnes, que luego se reparten entre los participantes: los obeloi, los tenedores o espetones, en los que se ensartan las vísceras y las carnes para asarlas, y el caldero (lebes), donde se cuecen los otros trozos antes de que sean a su vez repartidos.

### Carnicería y sacrificio

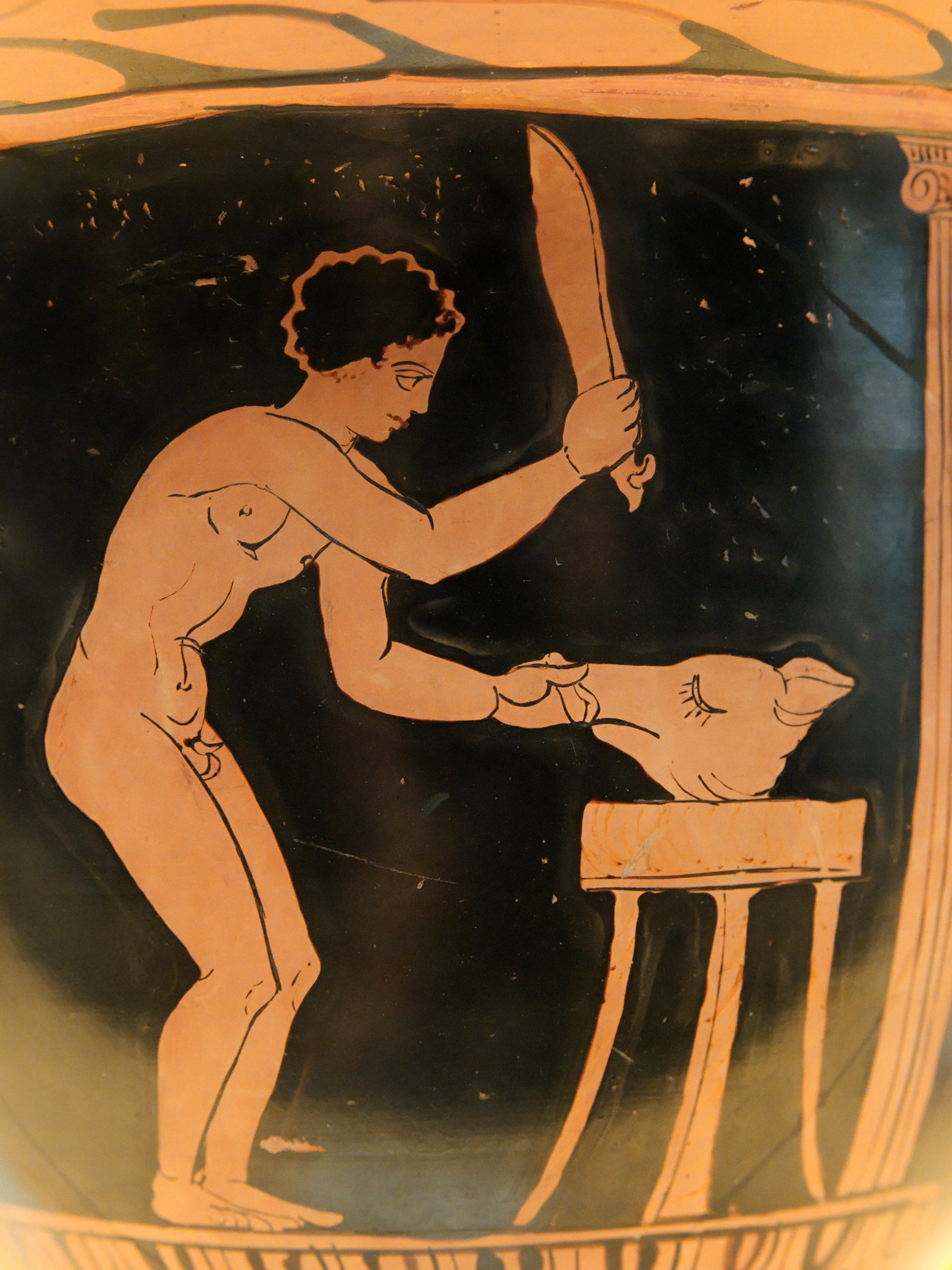
Después del sacrificio ritual, un joven se dispone a partir con un cuchillo una cabeza de cerdo. Crátera de campana apulia, 360-340 a. C.

Si bien es cierto que existe una palabra en griego para decir «vendedor de carne», (kreopoles), la palabra más corriente para designar al carnicero es mágeiros que significa, a la vez, sacrificador, carnicero y cocinero. De modo que podemos, sin duda, hablar de la íntima relación entre el sacrificio y la carnicería durante toda la antigüedad, incluso en lo que se refiere a la carne.
La venta de carne aparece al principio como una simple modalidad de la distribución post-sacrificial: una ley sagrada de Dídima precisa, si fuera imposible celebrar el banquete después del sacrificio en una especie de tienda o carpa reservada para ese uso, se permitirá al que lo desee llevarse la carne, pues esta se venderá toda al peso.
Por lo tanto, en las tiendas del ágora, se puede encontrar tanto carne de animales abatidos ritualmente por el mágeiros, es decir, consagrados por la ofrenda de las primicias antes de ser degollados, una parte de la cual estaba, por tanto, reservada para los dioses (en Atenas, la décima parte entregada a los prítanes), como carne sacrificial, proveniente sobre todo de las partes obtenidas ritualmente por los sacerdotes y revendidas por ellos mismos. Por lo demás, la técnica igualitaria de despedazamiento que se utiliza para la carne que se vende en las tiendas y para la de las víctimas del sacrificio, es la misma.

## Otros tipos de sacrificios
Hay otro tipo de sacrificio que se define por el sacrificio y la ofrenda de un animal, que no va seguido por la consumición de su carne. En el holocausto la totalidad del animal inmolado se consagra a los dioses a través del fuego. Es un tipo de sacrificio reservado a ciertos cultos especiales, como el culto de Artemisa Lafria en Patras, lo suficientemente excepcional como para haber sido descrito por Pausanias (vii, 18, 11-13).

Es también el caso de ciertos sacrificios consagrados a los héroes y a los muertos, que obedecen a un ritual diferente. En concreto, en ellos ya no es el bomo el que recibe la sangre de las víctimas, sino un altar bajo, llamado eschara, o directamente el suelo o una tumba.
Sphagizein, que pone el acento en el degollamiento de la víctima, o enagizein, se utilizan entonces con frecuencia en oposición a thyein, reservado para referirse a la víctima inmolada sobre el altar según el rito ya descrito.
Ciertas divinidades, ligadas de una manera especial con el suelo y la tierra, reciben también este tipo de sacrificios llamados ctonios.
Existen también sacrificios sin víctimas animales o sacrificios no cruentos. en ellos se ofrece alimentos de todo tipo, panes de formas y composiciones diversas, frutas, pasteles, platos cocinados o, incluso, vegetales o perfumes que se ofrecen a los dioses por medio de la llama encendida sobre el altar.
Los sacrificios cotidianos ofrecidos en cada casa son de este tipo la mayoría de las veces. Por otro lado, ciertos cultos requieren de modo explícito y exclusivo sacrificios no cruentos como el culto de Deméter Melena en Figalia en Arcadia (Pausanias, viii, 42).
Numerosos rituales asocian los dos tipos de ofrendas, las cruentas y las no cruentas. Algunas fiestas complejas, como las que, en Atenas, celebran el papel de Apolo en el desarrollo del ciclo de la vegetación, incluso conceden un lugar privilegiado a la ofrenda no cruenta que, en ambos casos, da su nombre a la fiesta.
Las Targelias, fiestas de primavera, deben su nombre al thargelos, un pan hecho con los primeros granos del año, que se cuece para la ocasión y se lleva en procesión al altar.
Las Pianopsias, fiestas del otoño, en su secuencia central, consisten en ofrecer a Apolo una marmita donde se ha cocido una especie de caldo de legumbres y verduras diversas o puanopsion, hecho, en especial, con legumbres secas.
Junto a los sacrificios, propiamente dichos, hay simples depósitos de ofrendas, abandonados sobre las mesas consagradas a este uso al lado del altar (uno de los nombres de estas ofrendas es trapezomata que significa, objetos depositados sobre las mesas) o en cualquier otro lugar investido de un valor sagrado (al pie de una estatua, por ejemplo).
En Delos existía, junto a un altar donde se sacrificaban las hecatombes, un segundo altar, consagrado también a Apolo bajo el epíteto de Genetor, que estaba reservado para este tipo de ofrendas. Allí estaba prohibido ofrecer víctimas cruentas, así como encender fuego. Los pitagóricos le reservaban una devoción especial.

## Las libaciones
Las libaciones constituyen una parte importante de los ritos sacrificiales. Están asociadas al sacrificio cruento, pero también pueden aparecer como un ritual autónomo con su propia coherencia.